# Microscopio d'officina
Il microscopio d'officina, come il proiettore di profili, è uno strumento ad amplificazione ottica in cui l'osservazione può essere fatta direttamente per mezzo di un oculare, oppure proiettando l'immagine su un vetro smerigliato. L'apparecchio è composto di un basamento con tavola portaoggetti spostabile in due direzioni ortogonali per mezzo di due viti micrometriche con scala centesimale; la tavola può anche essere fatta ruotare intorno all'asse verticale per orientare l'oggetto in esame sul piano orizzontale.
Il sistema ottico del microscopio d'officina è abbastanza simile a quello del proiettore di profili. In sintesi esso è formato da:
- una sorgente luminosa di intensità regolabile;
- un sistema di lenti chiamato condensatore;
- uno specchio e un prisma di deviazione e riflessione totale;
- un microscopio con oculare per la visione diretta;
- un'apparecchiatura ottica, per la proiezione dell'immagine sullo schermo smerigliato.

Nel funzionamento del microscopio d'officina, al percorso dei raggi luminosi si interpone l'oggetto di cui si vuol esaminare il profilo: i raggi luminosi vengono intercettati dalle parti opache dell'oggetto, mentre quelle radenti o tangenti delimitano una zona d'ombra che riproduce il profilo. Sul percorso dei raggi luminosi vi è un disco di vetro sul quale sono incisi alcuni profili di riferimento, per esempio filettature. Confrontando le immagini dell'oggetto con i profili di riferimento si possono rilevarne le dimensioni o eventuali errori dell'oggetto stesso.